# Andrei Jegorowitsch Borowych

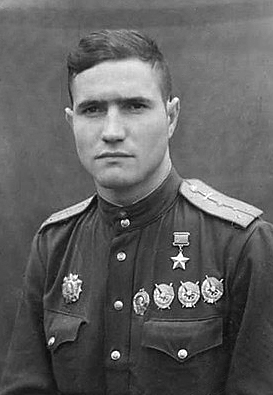
Andrei Borowych (1945)

Andrei Jegorowitsch Borowych (russisch Андрей Егорович Боровых; * 30. Oktober 1921 in Kursk; † 7. November 1989 in Moskau) war ein sowjetischer Jagdflieger russischer Abstammung.

## Leben
Borowych wurde in einer Arbeiterfamilie geboren. Im Dezember 1941 schloss er die Tschugujewsker Militärfliegerschule ab und meldete sich freiwillig an die Front. Im Rahmen des Deutsch-Sowjetischen Krieges, während der Schlacht im Kursker Bogen, schoss er in einem Monat acht Luftgegner ab. In rund 600 Gefechtsflügen vernichtete er 32 feindliche Flugzeuge und 14 weitere in der Gruppe.
Er war zweifacher Held der Sowjetunion (24. August 1943 und 23. Februar 1945) und zweifacher Träger des Leninordens. 1943 wurde er Mitglied der KPdSU. 1957 absolvierte er die Generalstabsakademie. Er war Deputierter im Obersten Sowjet der UdSSR.